# Mierbech
Die Mierbech ist ein etwa 5 km langer linker beziehungsweise nordwestlicher Zufluss der Alzette.

## Verlauf
Die Mierbech entspringt westlich vom Giwerbësch (in der Nähe der A 4) auf einer Höhe von etwa 308 m. Sie unterquert die Autobahn und fließt Richtung Süden, ihrer Hauptfließrichtung, westlich am Giwerbësch und am Mettendallerbësch vorbei. Sie durchfließt einen kleinen See und umfließt dann westlich den Véierhärebësch, den Scheierbësch und den Klatzebësch. Bevor sie Bettemburg-Hüncheringen erreicht, ändert sie ihren Lauf und durchquert den Ort in südöstlicher Richtung. Danach wendet sie sich nach Osten um schließlich auf einer Höhe von 270 m in die Alzette einzumünden.